# Henricus Johannes van Buul
Henricus Johannes van Buul (* 28. Juli 1795 in Dordrecht; † 13. Juli 1862 in Amsterdam) war der sechste altkatholische Bischof von Haarlem.

## Leben
Van Buul empfing 1822 die Priesterweihe. Er wurde 1842, nach dem Ableben seines Vorgängers Johannes Bon, ohne Zustimmung der niederländischen Regierung zum Bischof von Haarlem gewählt und empfing am 10. Mai 1845 die Bischofsweihe. Die Clerisië, wie die Altkatholische Kirche damals genannt wurde, meldete Wahl und Weihe umgehend an die Regierung und erhielt zur Antwort, dem König hätte dies „missfallen“ und er könnte daher weder den Geweihten als Bischof anerkennen noch ihm ein Gehalt gewähren. Erst 1853 wurde van Buul als Bischof von Haarlem durch die niederländische Regierung im vollen Umfang anerkannt.

## Veröffentlichungen
- Herderlijk onderrigt van Henricus Joannes van Buul, bisschop van Haarlem, over de kerkscheuring onder de katholijken dezer gewesten. Rotterdam, 1844.